# Боксинг
Боксинг (англ. boxing) — один із напрямків Фрикінга, що представляє собою набір різних пристроїв для додавання до телефону. Спочатку пристрої боксингу призначалися для співробітників телефонного зв'язку, але з часом стали використовуватися для зламування телекомунікаційних мереж.
Боксинг об'єднує в собі понад 200 боксів, більшість з яких було створено наприкінці 1980-х або на початку 1990-х років. Бокси отримали свою назву за кольором перших пристроїв.
Бокси — це електронні пристрої, які зв'язуються з телефонними лініями і можуть виконувати різні операції шляхом відключення або обману деяких функцій телефону. Бокси можуть використовувати акустичні методи, наприклад, звук падіння монет в монетоприймач (Red Box) або звук набирання номера телефону (Blue box), за допомогою чого можна здійснити повністю безкоштовний дзвінок. Інші бокси працюють за допомогою електричних імпульсів, імітуючи виклик без відповіді на нього (Black Box).
Сьогодні більшість боксів застаріли через швидкі зміни телефонних технологій.

## Список боксів
- Magenta Box
- Red Box
- Orange Box
- Green Box
- Blue Box
- Beige Box
- Black Box
- Vermilion Box
- Gold Box
- Clear Box
- Silver Box

#### Ресурси Інтернету
- Один з сайтів про фрикінг
- Fixer's Box Review — An exhaustive list of phreaking boxes and their flaws [Архівовано 25 березня 2015 у Wayback Machine.]
- The Definitive Guide to Phreak Boxes [Архівовано 28 січня 2013 у Wayback Machine.] This is the list that was published on 2600: The Hacker Quarterly, Volume 19 Number 1 (Офіційний сайт фрикінга Spring 2002 issue), page 15, on the author's website (ElfQrin.com)